# Roeselia canescens
Roeselia canescens är en fjärilsart som beskrevs av Max Wilhelm Karl Draudt 1918. Roeselia canescens ingår i släktet Roeselia och familjen trågspinnare. Inga underarter finns listade.